# Campbell Trophy 1939
Campbell Trophy 1939 je bila deveta neprvenstvena dirka za Veliko nagrado v sezoni 1939. Odvijala se je 7. avgusta 1939 na angleškem dirkališču Brooklands.

## Rezultati

### Dirka
| Poz | Dirkač                | Moštvo    | Dirkalnik        | Krogi | Čas/Odstop |
| --- | --------------------- | --------- | ---------------- | ----- | ---------- |
| 1   | Raymond Mays          | Privatnik | ERA D            | 10    | 18:24,2    |
| 2   | Princ Bira            | Privatnik | Maserati 8CM     | 10    | +13,4 s    |
| 3   | Peter Rudyard Aitken  | Privatnik | ERA B            | 10    |            |
| ?   | Robert Arbuthnot      | Privatnik | Alfa Romeo 8C-35 | 10    |            |
| ?   | William Cotton        | Privatnik | ERA A            | 10    |            |
| ?   | John Horsfall         | Privatnik | ERA B            | 10    |            |
| ?   | Peter Whitehead       | Privatnik | ERA B            | 10    |            |
| DNS | Christopher Staniland | Privatnik | Multi Union II   |       |            |
| DNA | Dick Shuttleworth     | Privatnik | Alfa Romeo P3    |       |            |
| DNA | Kenneth Evans         | Privatnik | Alfa Romeo P3    |       |            |
| DNA | Arthur Ashby          | Privatnik | Alfa Romeo P3    |       |            |
| DNA | A. H. Beadle          | Privatnik | Alta             |       |            |
| DNA | Percy Maclure         | Privatnik | Riley            |       |            |
| DNA | Bob Ansell            | Privatnik | ERA B            |       |            |
| DNA | Arthur Hyde           | Privatnik | Maserati 8CM     |       |            |
| DNA | Rene Brooke           | Privatnik | Brooke Special   |       |            |